# 第16回BRICS首脳会議
第16回BRICS首脳会議（だい16かいブリックスしゅのうかいぎ、英: 16th BRICS summit）は、2024年10月22日から10月24日にロシア・カザンで開催されたBRICS首脳会議。

## 議題
イベントのテーマは「公正なグローバル開発と安全保障のための多国間主義の強化」であった。サミットでは「カザン宣言」が採択され、「BRICS諸国とその貿易相手国との取引で自国通貨を使用することを歓迎する」とした。
トルコ、インドネシア、アルジェリア、ベラルーシ、キューバ、ボリビア、マレーシア、ウズベキスタン、カザフスタン、タイ、ベトナム、ナイジェリア、ウガンダの13か国が「パートナー国」として追加された。
西側の銀行間システムSWIFTの代替として、BRICS加盟国およびパートナー国の中央銀行間の取引と金融情報の交換を容易にするために設計された「BRICS PAY」と呼ばれる決済システムを導入することを決定した。このシステムは国際的な決済を容易にする。

## 備考
前回のサミットでBRICSに加盟することが発表されたが、その後加盟を検討中としていたサウジアラビアは、ムハンマド・ビン・サルマーン皇太子ではなく、ファイサル外相を代理としてサミットに派遣した。サウジアラビア代表団は正加盟国ではなく「招待国」として参加した。会議の演説でファイサル外相は、「サウジアラビアは、BRICS諸国とのパートナーシップを強化し、あらゆる分野における協力の可能性を広げ、国際的なレベルでの発展と繁栄の達成に向けて努力を続けていく」と述べた。
サミット開幕の2日前、ブラジルのルーラ大統領は転倒後の軽度の脳出血のため、会議に直接出席せずビデオ会議を通じて参加すると発表した。代わりにビエイラ外相がブラジル代表団を率いた。

## 参加国首脳

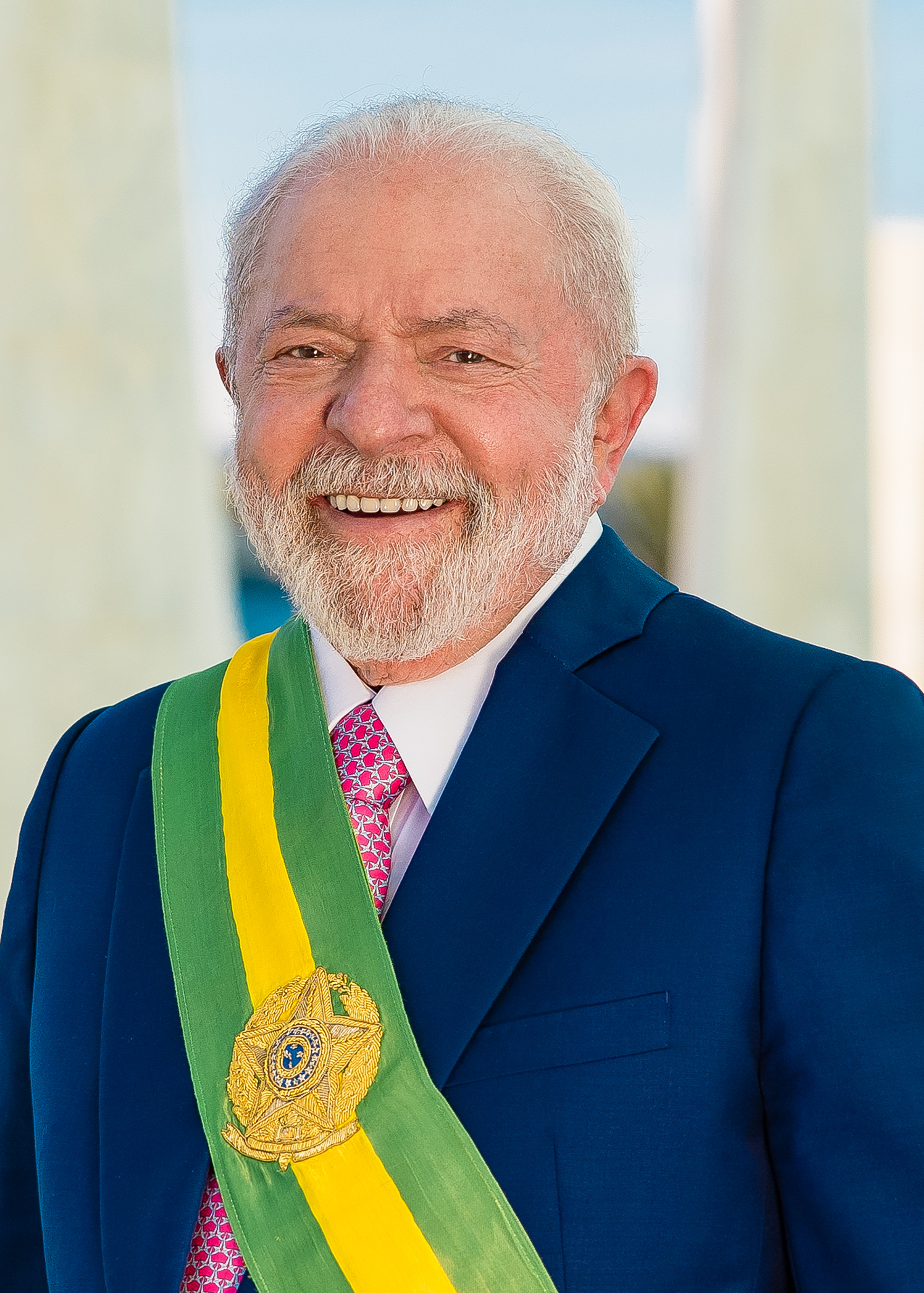
ブラジル ルイス・イナシオ・ルーラ・ダ・シルヴァ（大統領）(ビデオ参加)
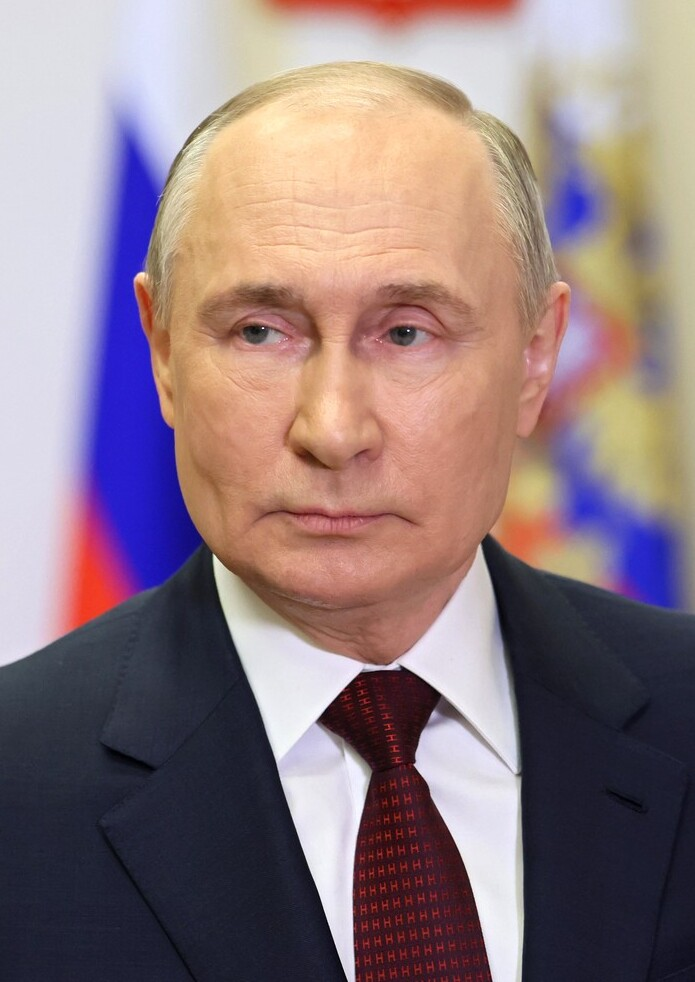
ロシア (議長国) ウラジーミル・プーチン（大統領）
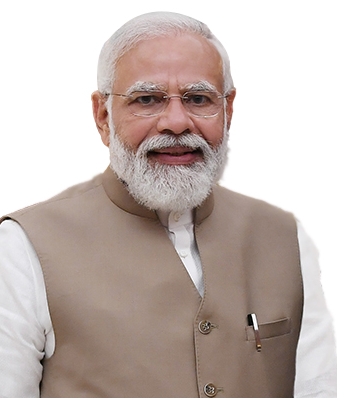
インド ナレンドラ・モディ（首相）
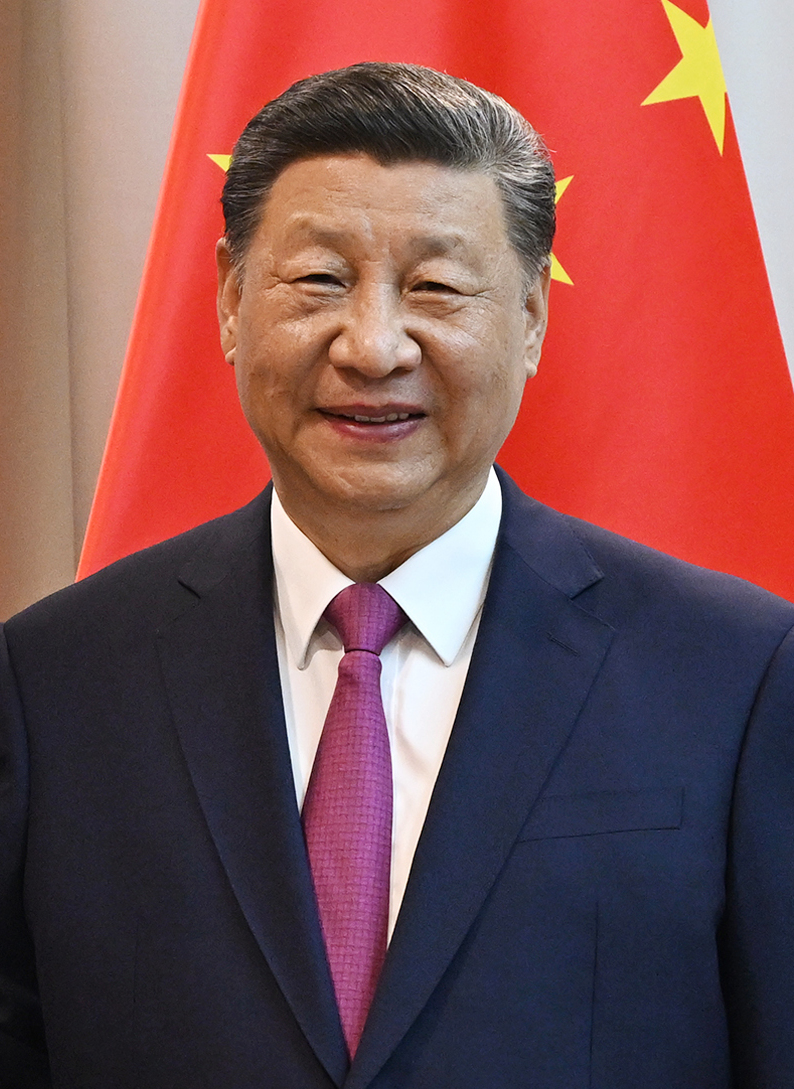
中国 習近平（総書記）
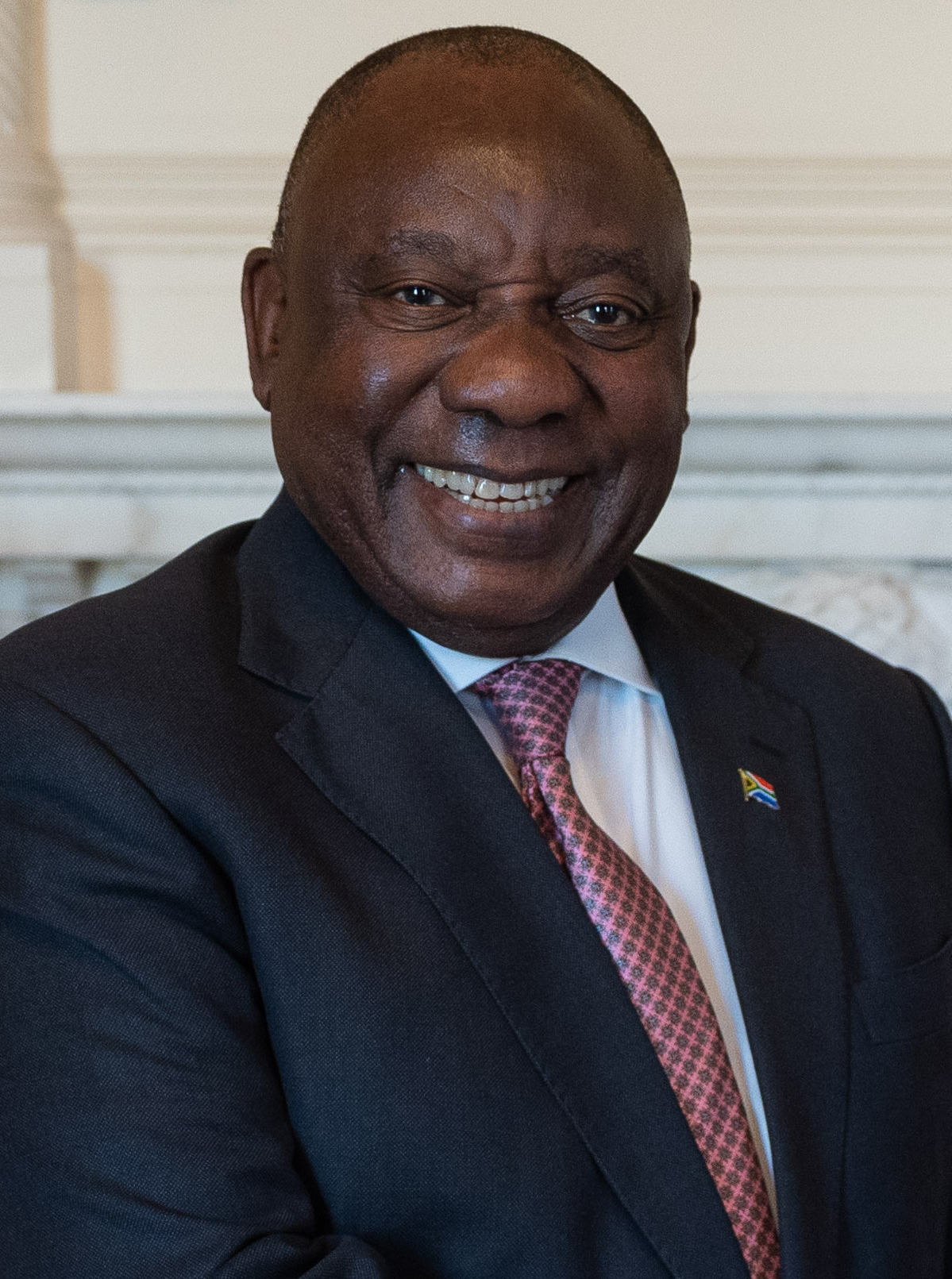
南アフリカ シリル・ラマポーザ（大統領）
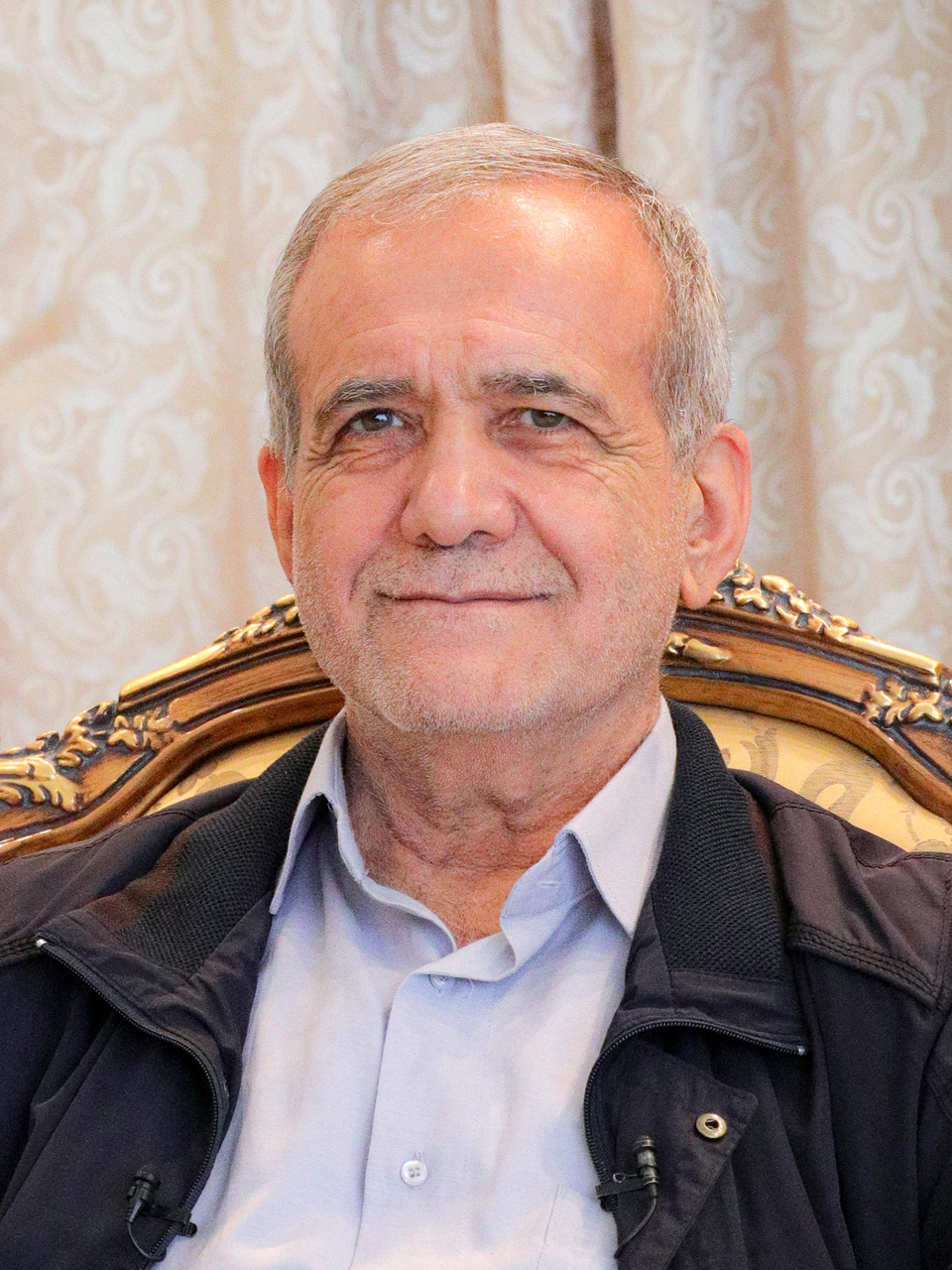
イラン マスウード・ペゼシュキヤーン（大統領）
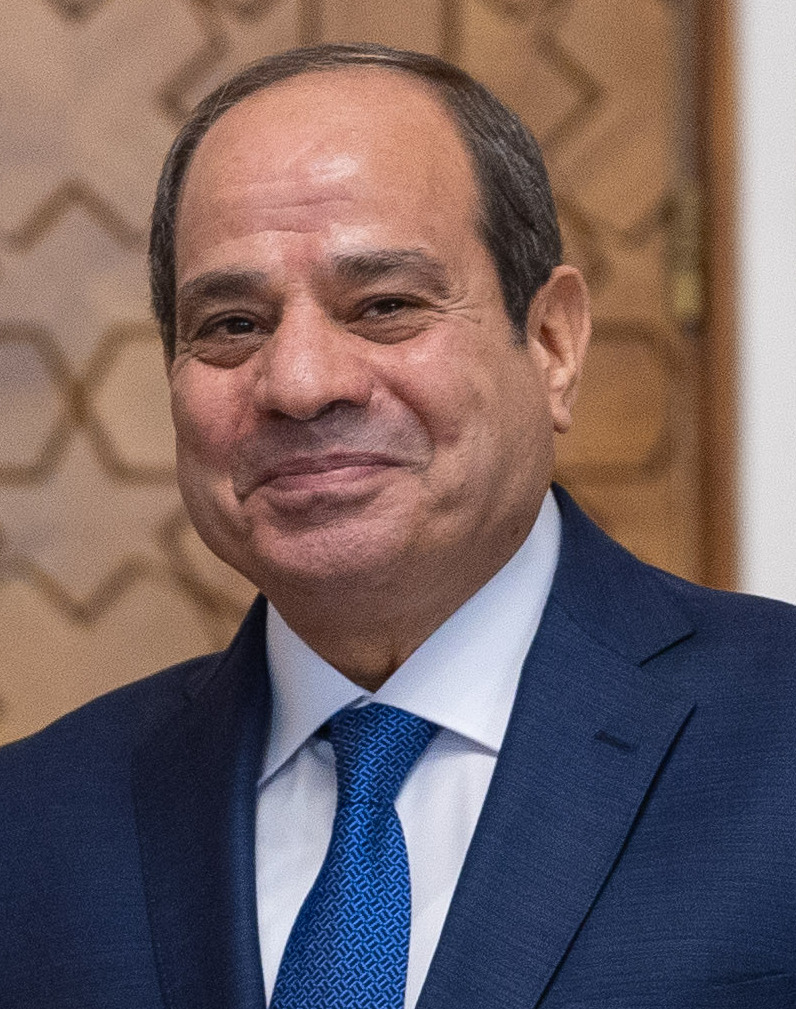
エジプト アブドルファッターフ・アッ＝シーシー（大統領）
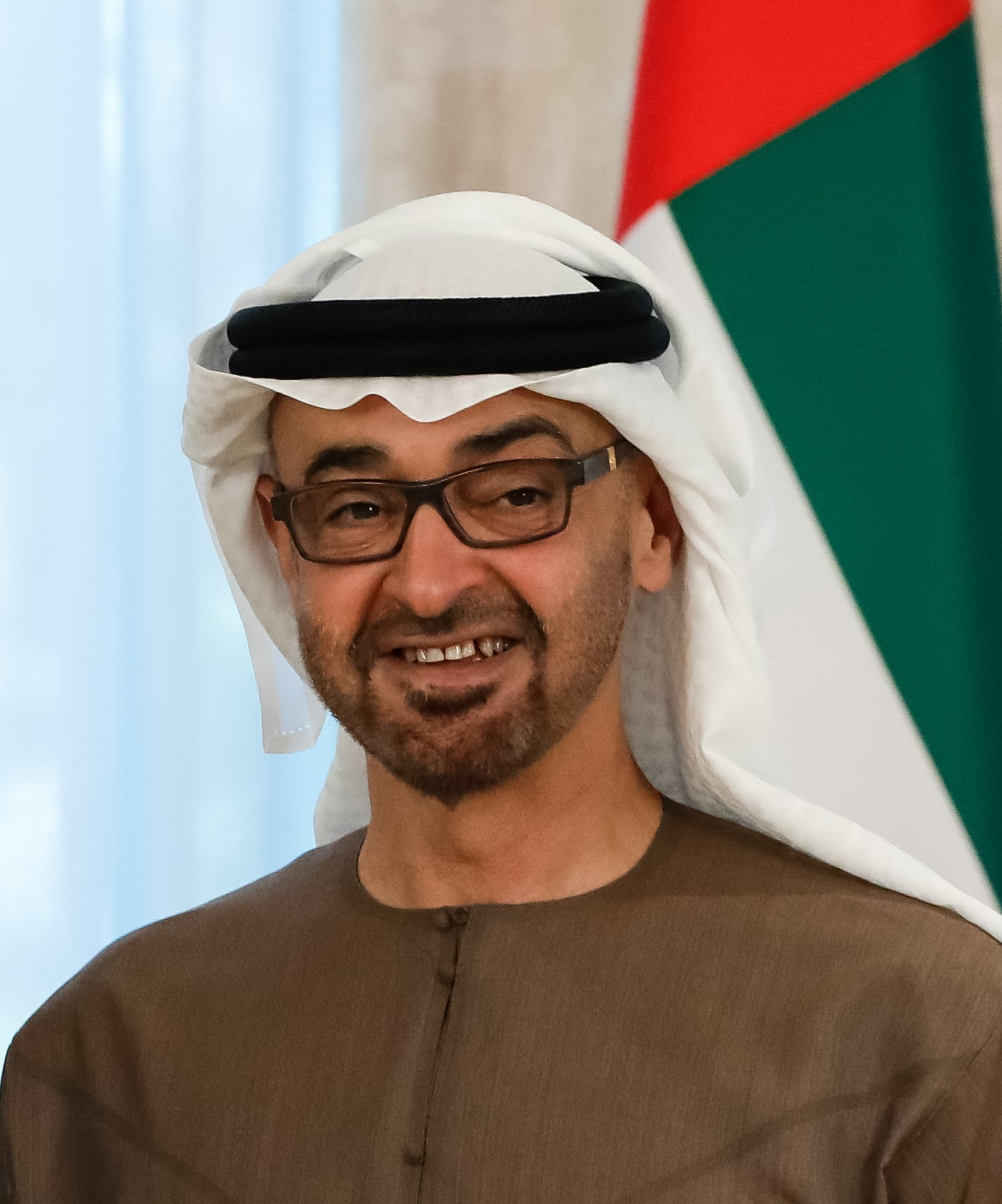
アラブ首長国連邦 ムハンマド・ビン・ザーイド・アール・ナヒヤーン（大統領）
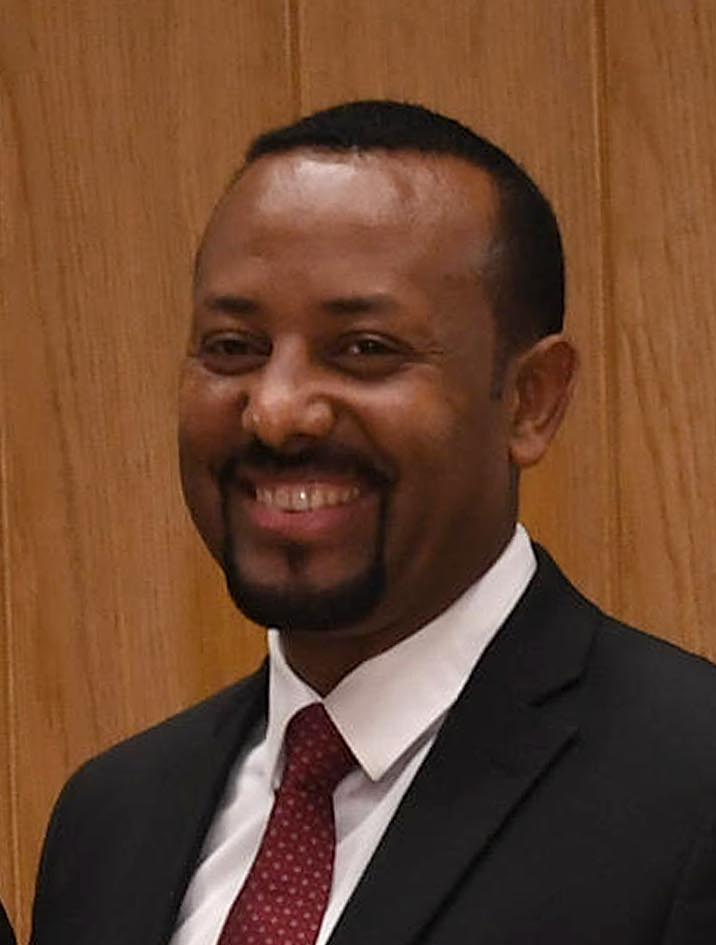
エチオピア アビィ・アハメド（首相）